# Rhinichthys
Rhinichthys è un genere di pesci d'acqua dolce appartenenti alla famiglia Cyprinidae.

## Generi
- Rhinichthys atratulus
- Rhinichthys cataractae
- Rhinichthys cobitis
- Rhinichthys deaconi
- Rhinichthys evermanni
- Rhinichthys falcatus
- Rhinichthys obtusus
- Rhinichthys osculus
- Rhinichthys umatilla